# Steinkreis von Duloe

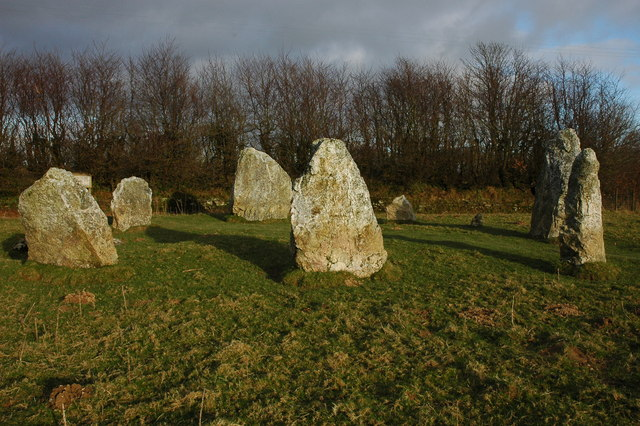
Steinkreis von Duloe

Der Steinkreis von Duloe liegt in der Nähe des Dorfes Duloe, etwa 8,0 km von Looe im Südosten von Cornwall in England.
Der ovale Steinkreis von etwa 11,9 auf 10,7 m besteht aus acht weißen Quarzitsteinen. Seine ursprüngliche Größe ist unbekannt, da er im Jahre 1861 verschoben wurde, wobei zwei Steine zerbrachen. Die in der Höhe variierenden Steine haben eine größte Höhe von 2,65 Metern bei einem Gewicht von mehr als 12 Tonnen im Süden. Eine bronzezeitliche Urne voller Knochen, die unter einem der Steine gefunden wurde, wurde angeblich zertrümmert. 